# Sparrige Binse
Die Sparrige Binse (Juncus squarrosus) ist eine Art der Gattung Binsen (Juncus) und gehört zur Familie der Binsengewächse (Juncaceae). 

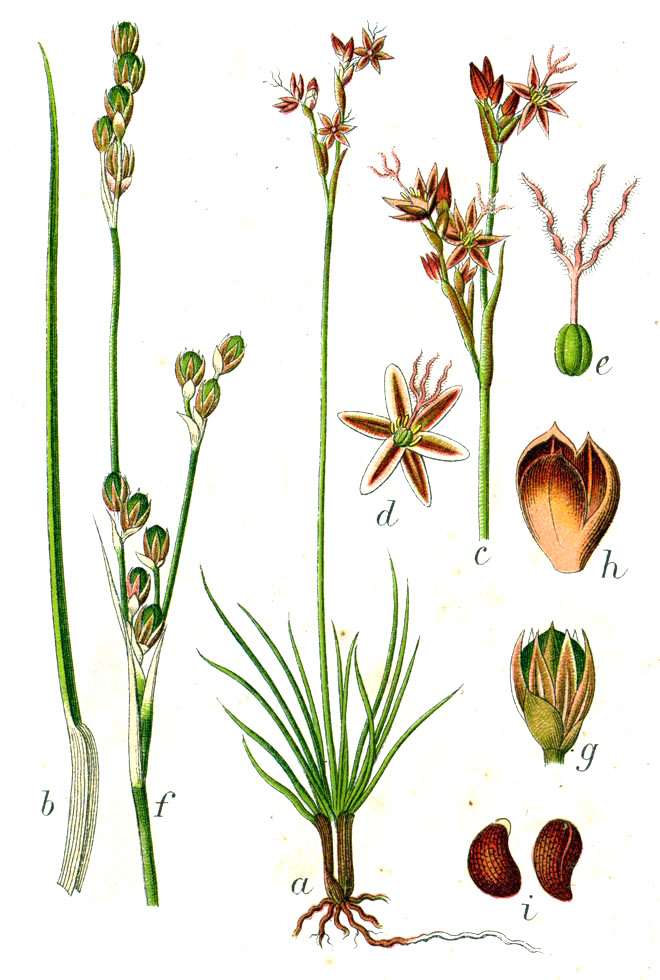
Sparrige Binse (Juncus squarrosus), Illustration

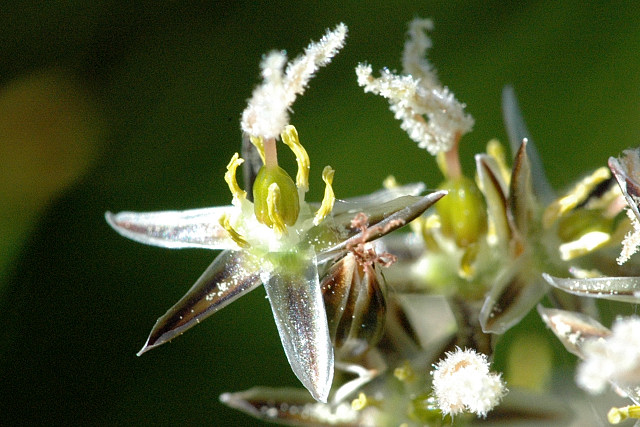
Blüten

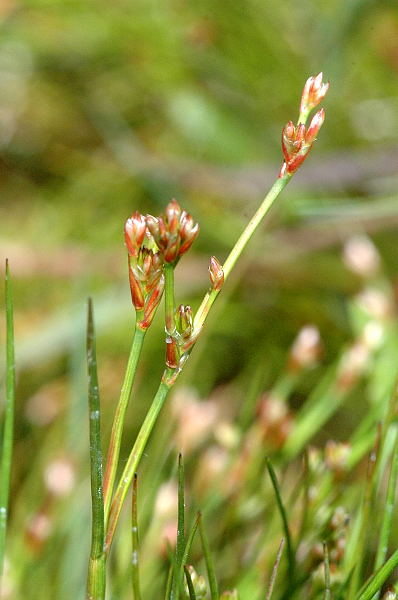
Blütenstand

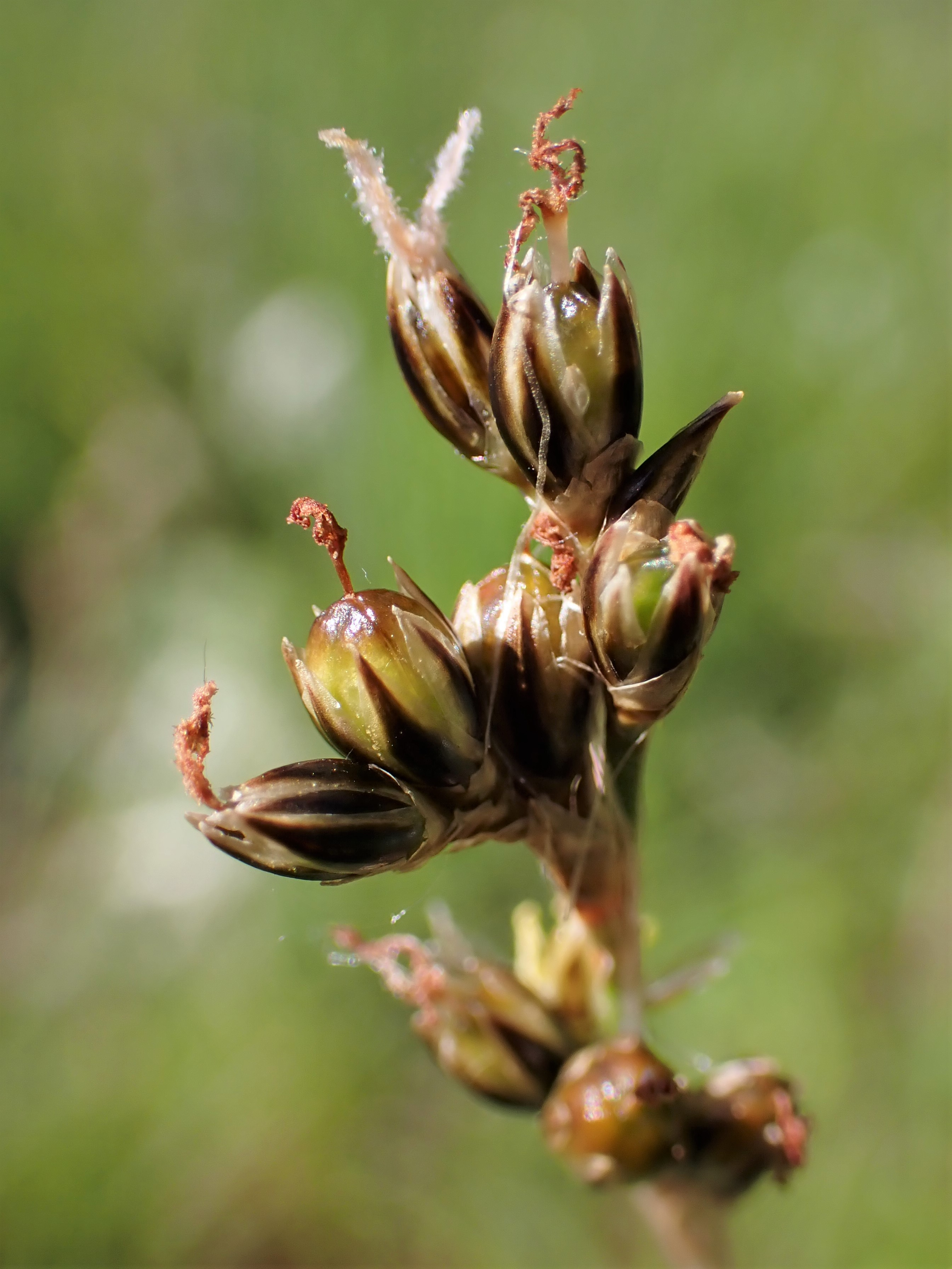
Fruchtstand

## Beschreibung

### Vegetative Merkmale
Die Sparrige Binse ist ein immergrüner, mehrjähriger Hemikryptophyt, der Wuchshöhen zwischen 15 und 50 Zentimetern erreicht. Sie bildet mit kurzen Ausläufern dichte Rasen. Die blühenden, starr aufrecht wachsenden Stängel tragen am Grund einen Schopf aus zahlreichen borstenförmigen, steifen und rinnigen Blätter. Sie sind in einer zweizeiligen Rosette angeordnet und haben eine ziemlich weite, fast zwiebelschuppenartig erscheinende, gelbbraune bis braune Blattscheide, die seitlich in 2 kürzere oder längere Öhrchen vorgezogen sind. Die Blattspreiten sind 7 bis 30 Zentimeter lang und 1 bis 2 Millimeter breit, starr, oberseits tiefrinnig und abstehend bis fast zurückgekrümmt und seltener aufrecht.

### Generative Merkmale
Die Sparrige Binse blüht in der Zeit von Juni bis September. Der Stängel ist bis zum Blütenstand unbeblättert. Der endständige Blütenstand ist eine doldige Spirre mit 3 bis 10 Zentimeter langen Ästen. Er ist 10- bis 30- (bis 40-) blütig. Das unterste Tragblatt ist meist laubblattartig und kürzer als der Blütenstand; die übrigen sind mehr oder weniger häutig und kurz. Die Blüten sind an den Enden der Äste genähert mit eiförmig-zugespitzten, in der Mitte grünen, am Rand häutigen Vorblättern. Die hautrandigen, zwischen 4 und 6 Millimeter langen Blütenblätter (Perigon) sind hellbraun oder dunkelbraun mit breitem weißlichen Hautrand und oft mit grünem Mittelstreifen. Sie sind schmal eiförmig, stumpf und alle glich lang. Die 6 Staubblätter erreichen die halbe Blütenlänge. Die Staubbeutel sind 1,5 bis 2 Millimeter lang und 2,5-mal bis 6-mal so lang wie die kurzen, breiten Staubfäden. Die Fruchtkapsel ist etwa so lang wie die Blütenhülle, schmal eiförmig bis ellipsoidisch und stumpf mit aufgesetztem Spitzchen. Die Samen sind 0,6 bis 0,8 Millimeter lang, etwas schief eiförmig und netzig-grubig.
Die Chromosomenzahl beträgt 2n = 42, seltener 40.

## Ökologie
Die langlebigen Kapselfrüchte können durch Abschütteln von der Pflanze gelöst werden und werden durch den Wind ausgebreitet. Bestäubt werden die Blüten durch den Wind.
Die Sparrige Binse bildet manchmal sogenannte Hexenringe wie manche Hutpilze. Sie können einen Durchmesser bis 1,5 Meter haben.

## Verbreitung und Standort
Die Sparrige Binse ist in Europa und in Marokko beheimatet. Es gibt in Europa Vorkommen in den Ländern Portugal, Spanien, Frankreich, Großbritannien, Irland, Island, Belgien, den Niederlanden, Deutschland, der Schweiz, Italien, Österreich, Tschechien, Polen, Norwegen, Schweden, Dänemark, dem Baltikum, dem nordwestlichen Russland, in Belarus, der Ukraine und Rumänien. In Finnland, auf Spitzbergen, in Grönland und Neuseeland ist die Art ein Neophyt.
Sie wächst in Magerweiden, auf Moorwegen, in Heidemooren und am Rand von nährstoffarmen Gewässern auf feuchten, basenarmen, sauren, sandig-tonigen oder reinen Torfböden. Sie ist eine Charakterart des Juncetum squarrosi aus dem Verband Juncion squarrosi, kommt aber auch in Gesellschaften des Ericion tetralicis vor.
Die ökologischen Zeigerwerte nach Landolt et al. 2010 sind in der Schweiz: Feuchtezahl F = 4w+ (sehr feucht aber stark wechselnd), Lichtzahl L = 4 (hell), Reaktionszahl R = 1 (stark sauer), Temperaturzahl T = 2+ (unter-subalpin und ober-montan), Nährstoffzahl N = 2 (nährstoffarm), Kontinentalitätszahl K = 2 (subozeanischl).

## Taxonomie
Die Sparrige Binse wurde 1753 von Carl von Linné in Species Plantarum, Tomus 1, S. 327 als Juncus squarrosus erstbeschrieben. Synonyme für Juncus squarrosus L. sind Juncus sprengelii Willd., Juncus ellmanii C.E.Hubb., Sandwith & Turrill, Juncus squarrosus subsp. ellmanii (C.E.Hubb., Sandwith & Turrill) Maire & Weiller und Agathryon squarrosum (L.) Záv. Drábk. & Proćków.